# 양곤
양곤(버마어: ရန်ကုန် 얀군)은 미얀마에서 가장 큰 도시이자 옛 수도이며 양곤 구의 주도이다. 원래의 이름은 랑군이었으나 국호를 버마에서 미얀마로 바꾸면서 랑군의 명칭을 양곤으로 바꾸었다. 도시의 이름은 전쟁의 끝 또는 평화라는 의미이다. 면적은 598.75km2이고 인구는 2010년 기준으로 4,348,000명이다.
2005년 11월 6일, 미얀마 정부가 행정 수도를 핀마나로 분리시켰다. 그리고 2006년에 이르면서 공식 수도를 이 도시에서 네피도로 옮겼다.
양곤의 도시기반시설은 동남아시아의 다른 주요 도시들에 비해 개발이 덜 되어있다. 오늘날 양곤은 동남아시아에서 가장 많은 식민지 시대의 건물이 있다. 과거 20년간 중심가와 양곤 도시권에는 많은 고층 주거지와 상업용 건물들이 건설되거나 개조되었지만, 대부분의 위성 도시들은 여전히 빈곤한 상태로 남아있다.

## 지리
양곤은 저지 미얀마의 양곤 강과 바고 강의 합류점에 위치하며 마르타반 만에서 약 30km 떨어져있다.

### 기후
양곤은 쾨펜의 기후 구분에서 열대 몬순 기후에 속한다. 도시는 4월부터 11월까지의 긴 우기와 12월부터 3월까지의 상대적으로 짧은 건기를 특징으로 한다. 큰 비는 주로 우기에 오기 때문에 양곤은 열대 몬순 기후로 분류할 수 있다. 연중 기온은 큰 변화가 없고 평균 최고기온은 29~36 °C, 평균 최저기온은 18~25 °C이다.
| 양곤 (1991년~2020년)의 기후                                                           | 양곤 (1991년~2020년)의 기후 | 양곤 (1991년~2020년)의 기후 | 양곤 (1991년~2020년)의 기후 | 양곤 (1991년~2020년)의 기후 | 양곤 (1991년~2020년)의 기후 | 양곤 (1991년~2020년)의 기후 | 양곤 (1991년~2020년)의 기후 | 양곤 (1991년~2020년)의 기후 | 양곤 (1991년~2020년)의 기후 | 양곤 (1991년~2020년)의 기후 | 양곤 (1991년~2020년)의 기후 | 양곤 (1991년~2020년)의 기후 | 양곤 (1991년~2020년)의 기후 |
| 월                                                                                    | 1월                         | 2월                         | 3월                         | 4월                         | 5월                         | 6월                         | 7월                         | 8월                         | 9월                         | 10월                        | 11월                        | 12월                        | 연간                        |
| ------------------------------------------------------------------------------------- | --------------------------- | --------------------------- | --------------------------- | --------------------------- | --------------------------- | --------------------------- | --------------------------- | --------------------------- | --------------------------- | --------------------------- | --------------------------- | --------------------------- | --------------------------- |
| 역대 최고 기온 °C (°F)                                                                | 39.0 (102.2)                | 39.8 (103.6)                | 40.4 (104.7)                | 42.2 (108.0)                | 42.0 (107.6)                | 40.0 (104.0)                | 37.8 (100.0)                | 37.2 (99.0)                 | 38.9 (102.0)                | 38.0 (100.4)                | 38.9 (102.0)                | 35.6 (96.1)                 | 42.2 (108.0)                |
| 일평균 최고 기온 °C (°F)                                                              | 33.1 (91.6)                 | 35.1 (95.2)                 | 36.8 (98.2)                 | 37.7 (99.9)                 | 34.5 (94.1)                 | 31.3 (88.3)                 | 30.6 (87.1)                 | 30.3 (86.5)                 | 31.3 (88.3)                 | 32.7 (90.9)                 | 33.6 (92.5)                 | 32.9 (91.2)                 | 33.3 (91.9)                 |
| 일일 평균 기온 °C (°F)                                                                | 24.9 (76.8)                 | 26.6 (79.9)                 | 28.9 (84.0)                 | 30.6 (87.1)                 | 29.2 (84.6)                 | 27.3 (81.1)                 | 26.7 (80.1)                 | 26.6 (79.9)                 | 27.0 (80.6)                 | 27.7 (81.9)                 | 27.4 (81.3)                 | 25.4 (77.7)                 | 27.4 (81.3)                 |
| 일평균 최저 기온 °C (°F)                                                              | 16.6 (61.9)                 | 18.1 (64.6)                 | 20.9 (69.6)                 | 23.5 (74.3)                 | 24.0 (75.2)                 | 23.2 (73.8)                 | 22.8 (73.0)                 | 22.8 (73.0)                 | 22.8 (73.0)                 | 22.7 (72.9)                 | 21.1 (70.0)                 | 17.9 (64.2)                 | 21.4 (70.5)                 |
| 역대 최저 기온 °C (°F)                                                                | 10.0 (50.0)                 | 12.8 (55.0)                 | 15.0 (59.0)                 | 16.0 (60.8)                 | 17.5 (63.5)                 | 18.4 (65.1)                 | 18.5 (65.3)                 | 16.0 (60.8)                 | 17.0 (62.6)                 | 13.5 (56.3)                 | 12.4 (54.3)                 | 9.2 (48.6)                  | 9.2 (48.6)                  |
| 평균 강수량 mm (인치)                                                                 | 4.5 (0.18)                  | 3.0 (0.12)                  | 15.1 (0.59)                 | 37.9 (1.49)                 | 333.8 (13.14)               | 554.0 (21.81)               | 624.5 (24.59)               | 562.2 (22.13)               | 426.8 (16.80)               | 217.4 (8.56)                | 52.6 (2.07)                 | 9.2 (0.36)                  | 2,841 (111.85)              |
| 평균 강수일수 (≥ 1.0 mm)                                                              | 0.4                         | 0.2                         | 0.8                         | 2.4                         | 14.5                        | 25.9                        | 26.7                        | 26.5                        | 21.4                        | 14.0                        | 3.4                         | 0.4                         | 136.6                       |
| 평균 상대 습도 (%)                                                                    | 62                          | 66                          | 69                          | 66                          | 73                          | 85                          | 86                          | 87                          | 85                          | 78                          | 71                          | 65                          | 74                          |
| 평균 월간 일조시간                                                                    | 300                         | 272                         | 290                         | 292                         | 181                         | 80                          | 77                          | 92                          | 97                          | 203                         | 280                         | 288                         | 2,452                       |
| 출처 1: 세계기상기구 (평년값), 독일 기상청 (극값)                                     |                             |                             |                             |                             |                             |                             |                             |                             |                             |                             |                             |                             |                             |
| 출처 2: 덴마크 기상학회 (일조시간/상대습도: 1931년~1960년), Myanmar Times (극값 일부) |                             |                             |                             |                             |                             |                             |                             |                             |                             |                             |                             |                             |                             |

## 역사

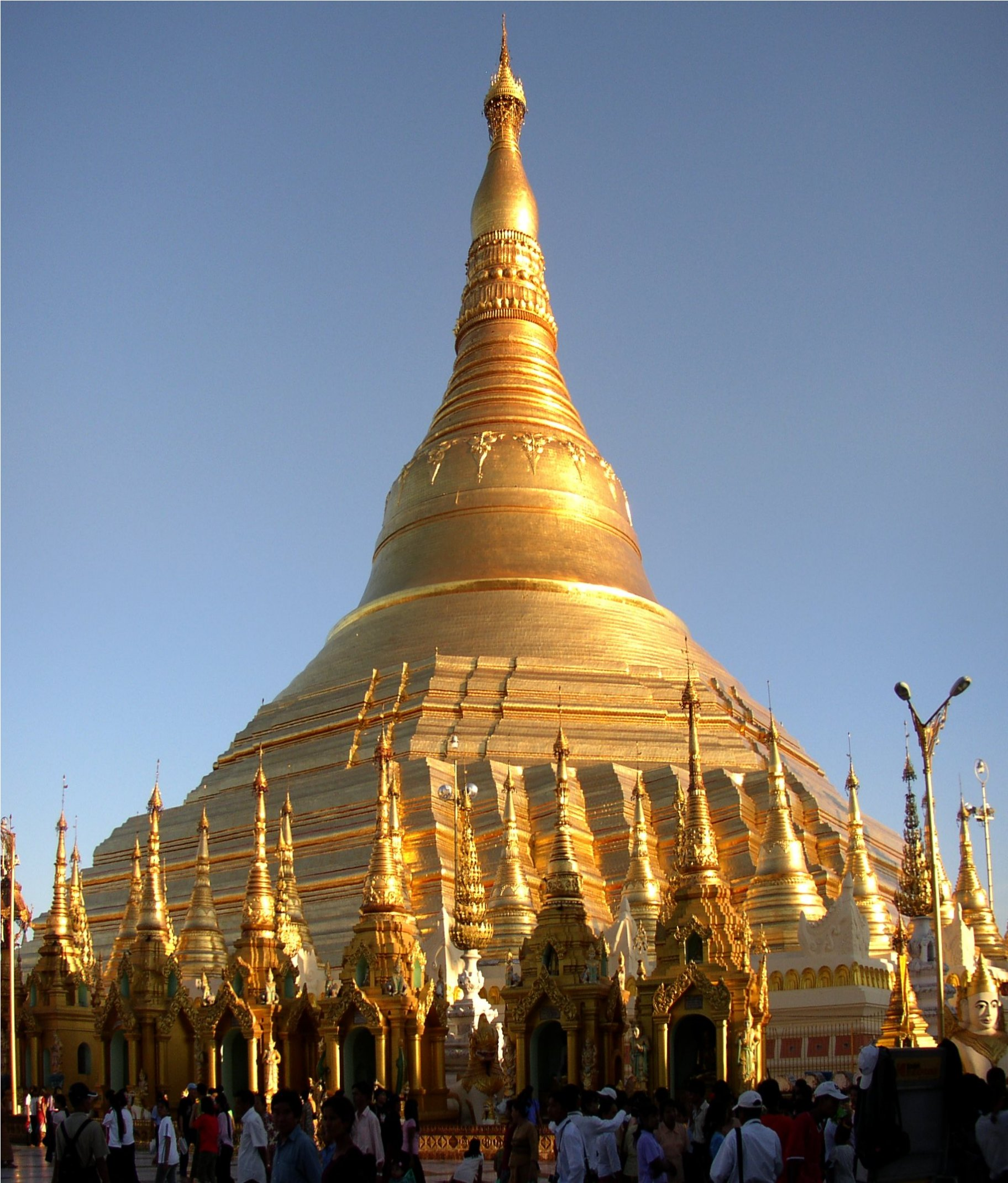
슈웨다곤 파고다

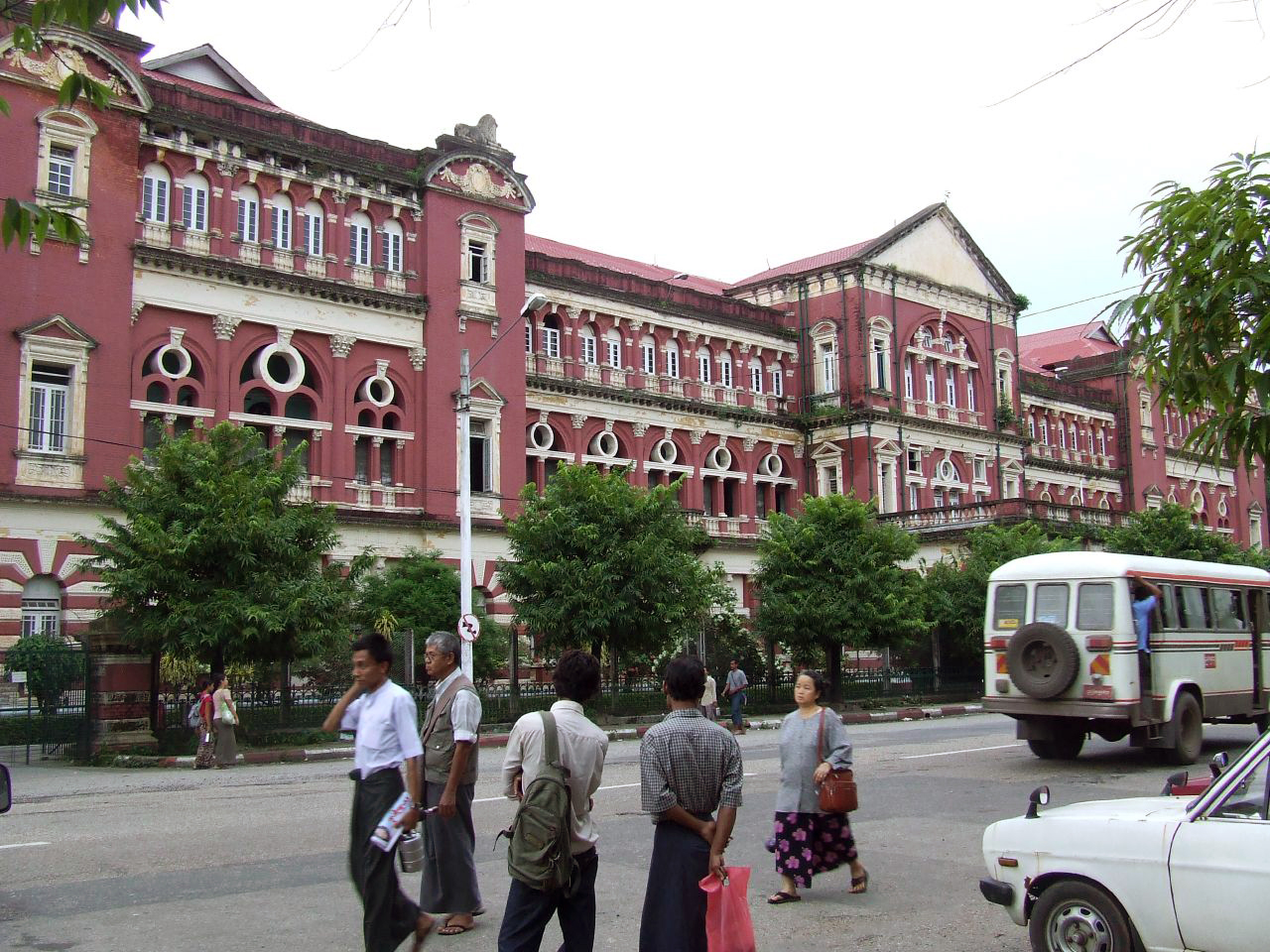
식민지 시대의 건물

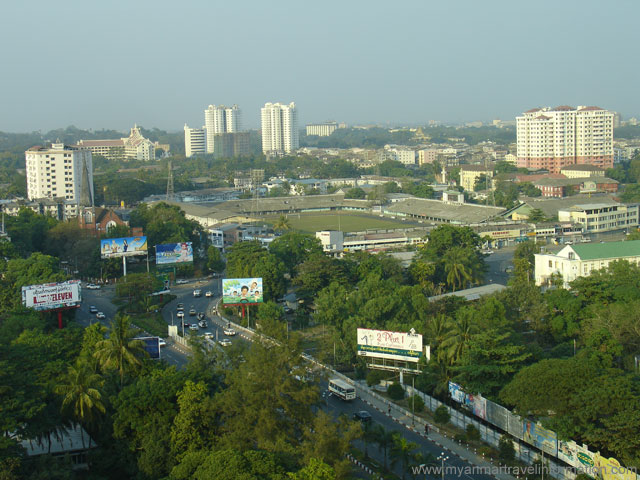
양곤의 중심가

양곤은 6세기에 저지 미얀마를 지배하고 있던 몬족에 의해 다곤(Dagon)으로서 세워졌다. 다곤은 슈웨다곤 파고다를 중심으로 한 작은 어촌이었다. 1755년에 알라웅브야왕은 다곤을 정복한 후에 '양곤'으로 개칭하였고 다곤 주변에 정착지를 세웠다. 영국은 제1차 영국-미얀마 전쟁 때 양곤을 점령하였으나 전쟁 후에 반환하였다. 도시는 1841년에 화재로 파괴되었다.
영국은 1852년의 제2차 영국-미얀마 전쟁 때 저지 미얀마 전역을 점령했고 이후 양곤을 영국령 버마의 상업과 정치의 중심지로 변모시켰다. 군사 공학자 알렉산더 프레이저의 설계를 기초로 영국은 삼각주에 격자형의 새 도시를 건설했고 동쪽은 판준다웅 수로, 남쪽과 서쪽은 양곤 강을 경계로 하였다. 양곤은1885년의 제3차 영국-미얀마 전쟁 때 영국이 고지 미얀마를 점령한 후에 영국령 버마의 수도가 되었다. 1890년대까지 양곤의 인구는 증가하였고 상업이 발전하여 칸도기 호와 인야 호 북쪽에 부유한 교외 거주지를 탄생시켰다. 영국은 또한 랑군 제네럴 병원 등의 병원과 랑군 대학 등의 대학을 세웠다. 식민지 시대에 양곤은 넓은 호수와 공원, 현대적인 건물과 전통적인 목조 건축물이 어우러져 '동쪽의 정원 도시'로 불렸다. 20세기 초까지 양곤의 공공 서비스와 도시기반시설은 런던과 비슷한 수준이었다.
2차 대전 이전에 양곤의 인구 50만 명 중 약 55%가 인도인이었고 버마족은 3분의 1에 불과했다. 카렌족, 중국인과 영국계 미얀마인 등이 나머지를 차지했다.
1차 대전 후에 양곤은 미얀마 독립 운동의 진원지가 되었고 랑군 대학의 좌파 대학생들이 이들을 이끌었다. 1920, 1936, 1938년에 영국에 대항해 일어난 전국적인 시위는 모두 양곤에서 시작되었다. 양곤은 1942년부터 1945년까지 일본에 점령되었고 2차 대전 때 심각한 피해를 입었다. 양곤은 1948년 1월 4일에 영국으로부터 독립한 후에 버마 연방의 수도가 되었다.
미얀마가 독립한 지 얼마 후인 1958년에 많은 식민지풍 이름의 거리와 공원이 미얀마식 이름으로 개칭되었다. 1989년에 현재의 군부는 다른 많은 도시들의 영어 이름을 바꾸는 것과 동시에 이 도시의 영어 이름을 '양곤(Yangon)'으로 개칭하였다.
독립한 이래로 양곤은 외곽으로 확장되었다. 정부는 1950년대에 Thaketa, North Okkalapa, South Okkalapa와 1980년대에 Hlaingthaya, Shwepyitha, South Dagon와 같은 위성 도시를 계속 건설하였다. 오늘날 양곤 도시권의 면적은 거의 600km2에 이른다.
네 윈의 고립주의 식 통치기(1962~88)에 양곤의 도시기반시설은 유지보수의 부족으로 인해 나빠졌고 증가하는 인구를 따라잡을 수 없었다. 1990년대 현재의 군부는 시장 정책을 약간 개방해 국내외의 투자를 이끌었고 도시의 기반시설은 조금 현대화되었다. 많은 식민지 시대의 건물들이 고층 호텔, 사무용 건물, 쇼핑몰을 짓기 위해 파괴되었고, 이로 인해 시 정부는 약 200여개의 귀중한 식민지 시대의 건물을 보존 목록에 올려놓았다. 주요 건축 프로그램의 결과 6개의 새로운 다리와 5개의 새로운 고속도로가 도시와 지방의 공업지대를 연결하게 되었다. 그러나 여전히 양곤의 대부분은 24시간 전기 공급과 규칙적인 쓰레기 수거와 같은 기초적인 도시 서비스가 부족한 상태이다.
독립 후에 양곤의 민족 구성은 미얀마의 토착 민족들이 훨씬 많아지게 되었다. 독립 후에 많은 인도인과 영국계 버마인들이 떠났다. 많은 인도인들이 1960년대의 네 윈의 외국인 차별 정책 때문에 양곤을 떠났다. 그럼에도 불구하고 상당한 규모의 인도인과 중국인 사회가 양곤에 여전히 존재한다. 영국계 미얀마인들은 미얀마를 떠나거나 다른 미얀마인과 결혼하면서 사실상 사라졌다.
양곤은 1974, 1988, 2007년에 주요 반정부 운동의 거점이었다. 정부의 총격으로 도시의 거리는 시위자들의 피로 물들었다. 2008년 5월에 사이클론 나르기스가 양곤을 강타했다. 도시의 사상자는 별로 없었지만, 양곤의 도시기반시설의 4분의 3이 파괴되거나 피해를 입었고 피해액은 8억 달러로 추정된다.
2005년 11월에 군사 정부는 양곤에서 북쪽으로 322km 떨어진 네피도로 행정 수도를 이전하였다. 그러나 현재도 양곤은 미얀마에서 가장 크고 가장 중요한 상업 중심지로 남아있다.

## 인구
양곤은 비록 그 추정치가 다양하기는 하지만, 미얀마에서 가장 큰 도시이다(미얀마는 1983년 이래로 공식적인 인구 조사가 행해진 적이 없다). 유엔은 도시의 2010년의 인구를 435만 명으로 추정하는 반면, 미국 국무부는 2009년의 인구를 550만 명으로 추정하고 있다. 도시의 인구는 1948년 이후 미얀마의 다른 지역에서 이주해 온 사람들로 인해 크게 증가하였고 주변에 많은 위성 도시들이 세워졌다. 이주자들은 연락을 목적으로 양곤에 자신들의 출신지 협회를 만들었다. 정부는 미얀마의 행정 수도를 네피도로 이전하기로 결정하였고 많은 공무원들이 양곤을 떠났다.
양곤은 미얀마에서 가장 민족적으로 다양한 도시이다. 인도인들은 2차 대전 이전에는 다수를 이루었지만, 오늘날에는 버마족이 다수를 이룬다. 그러나 인도인과 중국인 사회가 특히 전통적인 중심가를 중심으로 여전히 존재한다. 민족간의 결혼, 특히 버마족과 중국인 및 버마족과 다른 미얀마의 민족간의 결혼은 흔한 일이다. 도시에는 카렌족도 많이 살고 있다.
버마어는 도시의 가장 중요한 언어이다. 영어는 교육받은 계층에서 제2언어로 선호되고 있다. 그러나 최근에 해외로의 취업을 위해 중국어, 일본어, 프랑스어와 한국어가 인기를 끌고 있다.
| 연도                                | 인구      | ±%      |
| ----------------------------------- | --------- | ------- |
| 1824                                | 10,000    | —       |
| 1856                                | 46,000    | +360.0% |
| 1872                                | 100,000   | +117.4% |
| 1881                                | 165,000   | +65.0%  |
| 1891                                | 181,000   | +9.7%   |
| 1901                                | 248,000   | +37.0%  |
| 1911                                | 295,000   | +19.0%  |
| 1921                                | 340,000   | +15.3%  |
| 1931                                | 400,000   | +17.6%  |
| 1941                                | 500,000   | +25.0%  |
| 1950                                | 1,302,000 | +160.4% |
| 1960                                | 1,592,000 | +22.3%  |
| 1970                                | 1,946,000 | +22.2%  |
| 1980                                | 2,378,000 | +22.2%  |
| 1990                                | 2,907,000 | +22.2%  |
| 2000                                | 3,553,000 | +22.2%  |
| 2010                                | 5,348,000 | +50.5%  |
| Sources: 1846, 1872–1941, 1950–2025 |           |         |

## 경제

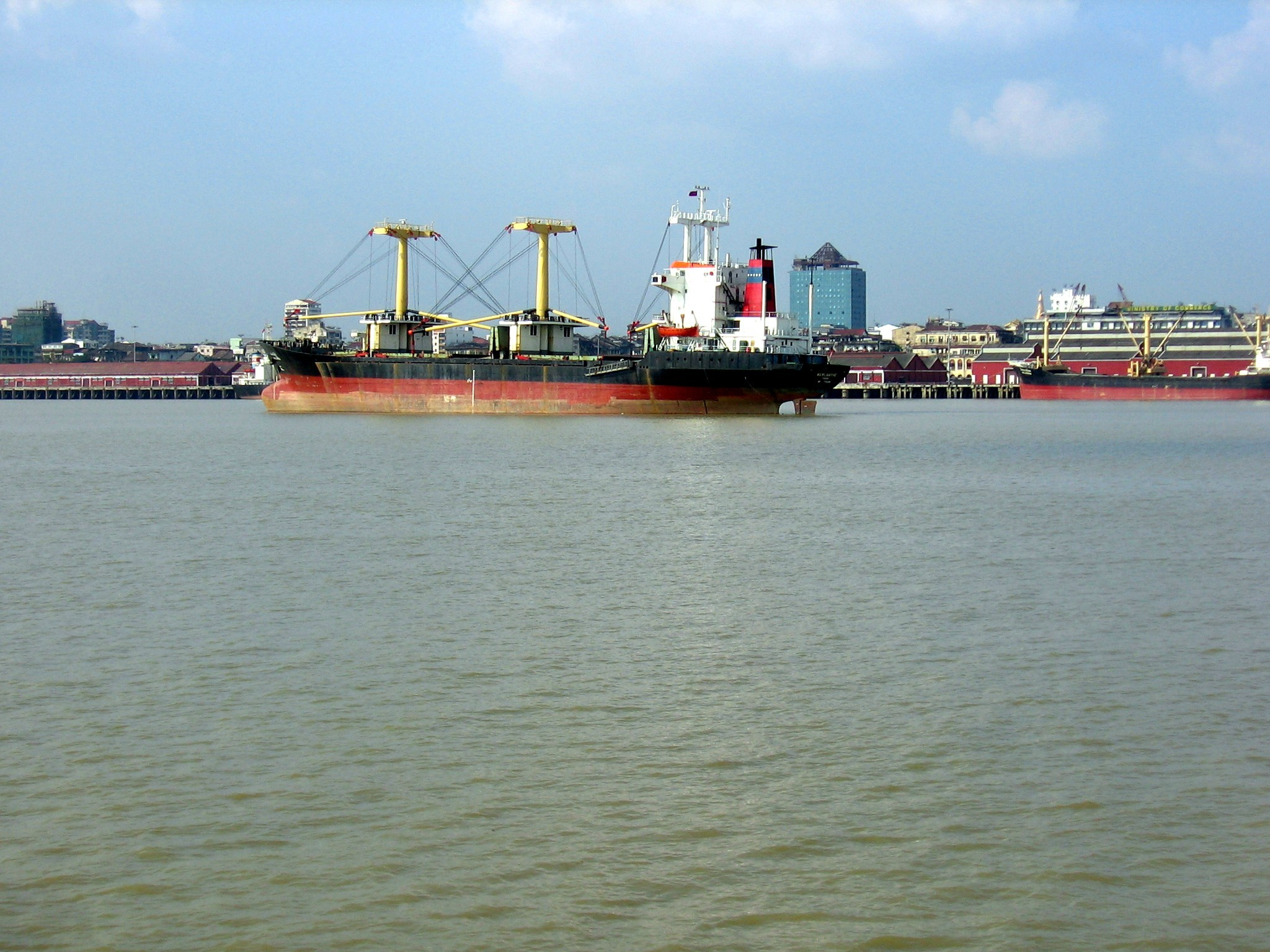
양곤 항

양곤은 미얀마의 교역, 산업, 부동산, 미디어, 오락과 관광의 중심지이다. 공식적인 정부 통계에 따르면 도시의 명목 GDP는 2007년 기준으로 2조 3800억 챠트(20억 달러)이다.
도시는 기초적인 식료품부터 자동차에 이르기까지 모든 상품들의 교역 중심지이다. 바인나웅 시장은 미얀마에서 가장 큰 도매 시장으로 쌀, 콩 등의 농산품이 거래된다. 미얀마의 합법적인 수출입의 대부분은 미얀마에서 가장 크고 분주한 항구인 틸라와 항을 통해 이루어진다.
제조업은 고용의 상당한 부분을 차지한다. 양곤에는 최소한 14개의 경공업 지대가 있으며 2010년 기준으로 4,300개의 공장과 15만 명이 넘는 노동자가 있다. 양곤은 미얀마의 의복 산업의 중심지로 2008/9년에 2억 9200만 달러어치가 수출되었다. 양곤의 공장 노동자의 80% 이상이 일일 노동자이다. 대부분은 더 좋은 삶을 얻기 위해 지방에서 온 15~27세의 젊은 여성들이다. 제조업 분야는 구조적인 문제와 정치적인 문제를 겪고 있다. 2008년에 양곤의 2500개 공장이 필요로 하는 전력은 120MW였고 도시가 전체가 필요로 하는 전력은 530MW였으나 이중 250MW만을 받을 수 있었다. 만성적인 전력 부족으로 공장의 가동은 오전 8시에서 오후 6시까지로 제한된다.
건설업은 주요한 고용원이다. 건설업은 네피도로의 국가 기구와 공무원들의 이전, 2008년 8월에 제정된 새로운 고층 건물에 최소한 12개의 주차 공간을 만들어야 한다는 규정, 대체로 열악한 사업 풍토로 부정적인 영향을 받고 있다. 2010년에 승인된 고층건물의 수는 2008~2009년의 582개와 비교해 334개에 불과했다.
비록 동남아시아를 기준으로 볼 때 방문객 수는 적지만 관광업은 주요한 외화벌이 수단이다. 사이클론 나르기스는 관광업은 한풀 꺾어놓았다. 2008년에 양곤을 방문한 관광객 수는 예년에 비해 50% 줄어들었다. 1990년대의 외국인 투자로 양곤에 국제적인 수준의 호텔이 지어졌다.

## 교육
양곤 대학교를 포함해 20개가 넘는 대학교가 있다.

## 교통

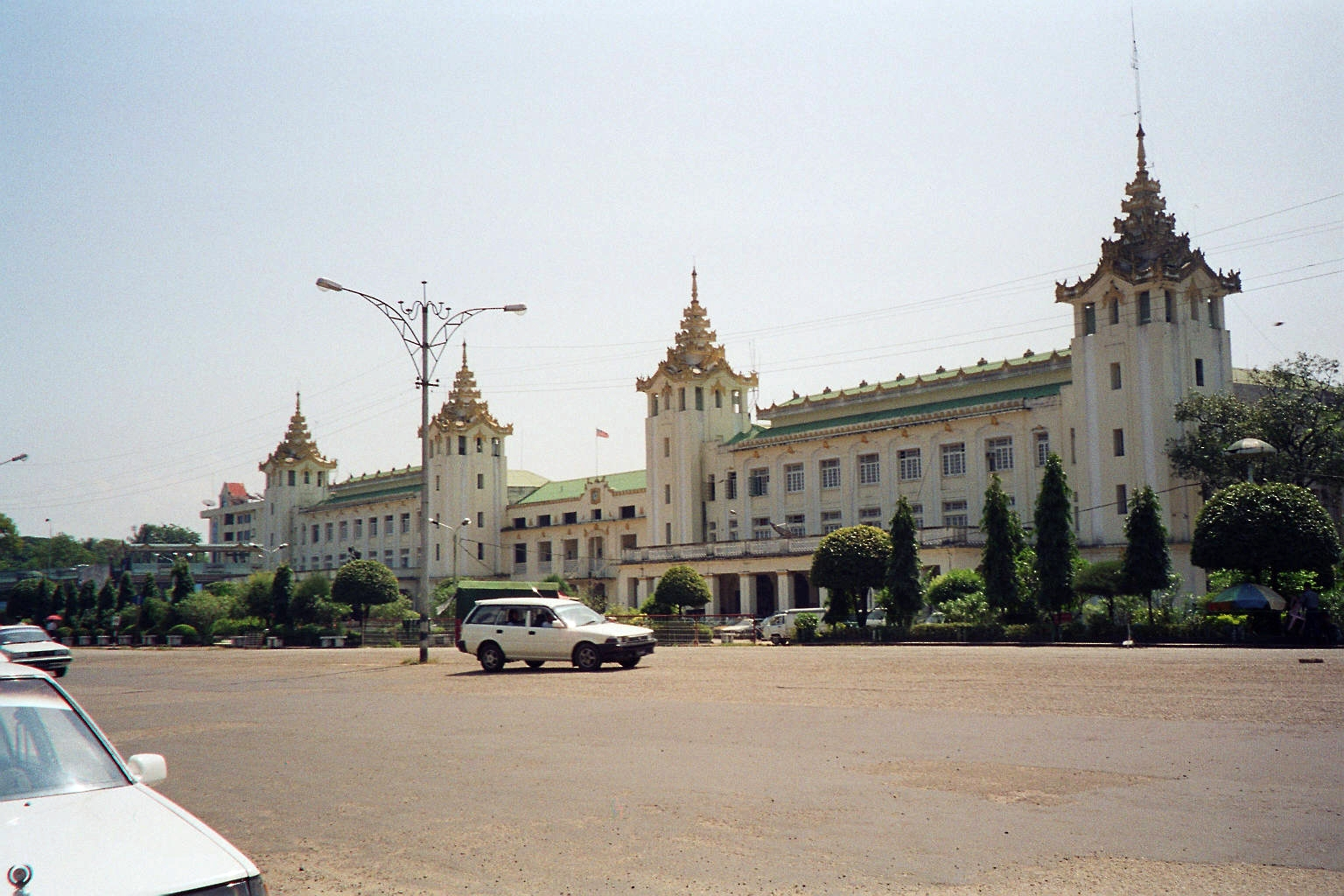
양곤 중앙역

### 항공
- 양곤 국제공항

### 철도
- 미얀마 철도 - 양곤 중앙역
- 양곤 순환철도

## 관광

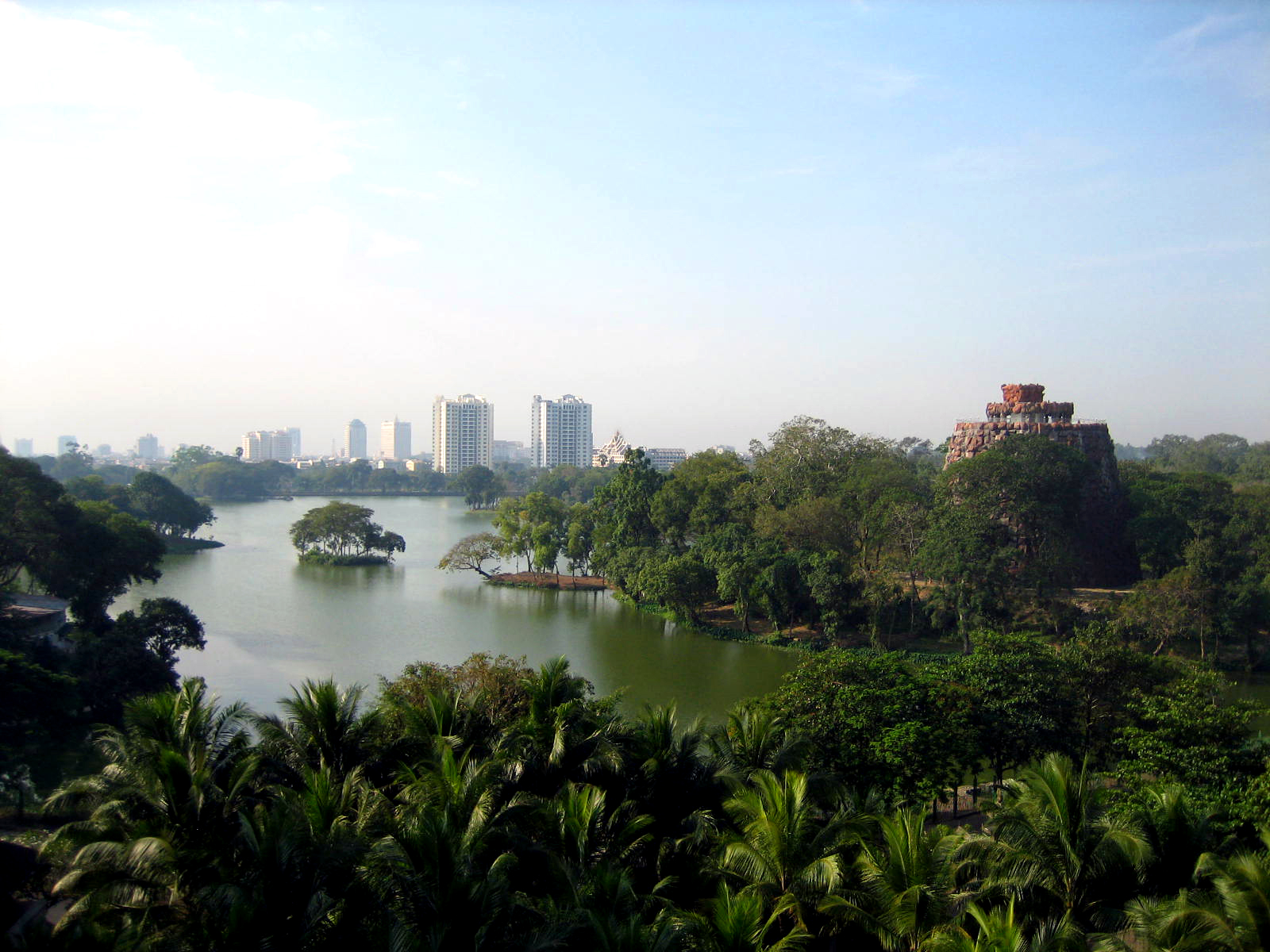
칸도기 호

### 사원
- 슈웨다곤 파고다
- 술레 파고다
- 보타타웅 파고다

### 오락
- 보교케 시장
- 인야 호
- 칸도기 호
- 양곤 국립극장

### 박물관
- 미얀마 국립박물관
- 미얀마 보석박물관

## 자매 도시
- 중국 장쑤성 양저우 시 (1997)
- 중국 윈난성 쿤밍 시 (2008)
- 중국 광시 좡족 자치구 난닝시 (2009)
- 대한민국 부산광역시 (2013)
- 일본 후추시